# Estrada da Cerveja da Baviera
A Estrada da Cerveja da Baviera (em alemão): Bayerische Bierstraße) estende-se da cidade de Ingolstadt, passando pelos distritos de Neuburg-Schrobenhausen, Pfaffenhofen e Kelheim.

## Topografia
A Estrada da Cerveja da Baviera situa-se em sua maior parte na maior região contínua do mundo em produção de lúpulo, o Hallertau. No oeste situa-se na região de plantação de aspargos de Schrobenhausen.

## Variantes
Partindo de Ingolstadt, cidade onde oi publicado o Reinheitsgebot, a rota pode seguir diversas variantes, por exemplo para Wolnzach (Museu do Lúpulo da Alemanha), Neuburg an der Donau (Schloss Neuburg) ou Beilngries (Museu da Cervejaria), passando logicamente por diversas cervejarias
Outros logares que podem ser visitados nas imediações são o Mosteiro Weltenburg e as termas de Bad Gögging.

## Turismo
A Estrada da Cerveja da Baviera pode ser percorrida a pé, de bicicleta ou de automóvel. Os correspondentes caminhos e estradas são todos sinalizados.